# پشمالو (سرده)
پشمالو (نام علمی: Bassia) نام یک سرده از تیره تاج‌خروسیان است.